# 화학강화유리
화학 강화 유리는 화학적 표면처리를 통해 강도를 증가시킨 유리이다. 1960년에 영국의 Research Cooperation이 최초의 특허를 출원하였다.
유리의 나트륨을 이온반경이 큰 칼륨으로 치환함으로서 표면에 압축응력을 부가한 것으로, 인장응력에 의해 파괴되는 유리의 특성 상 압축응력에 상당하는 부분만큼 강화되는 원리를 활용한 것으로 고층 빌딩 위에서 떨어뜨려도 깨지지 않을 정도로 강하다. 손목시계의 커버나 안경 렌즈, 복사기, 전자레인지, 방탄유리, 태양광 패널 등에 사용되며 휴대기기의 디스플레이에 사용되는 고릴라 글래스가 대표적인 예이다.
이온의 확산을 이용하기 때문에 풍냉을 이용한 강화유리보다 제조시간이 오래걸리는 단점이 있지만 2mm 이하의 얇은 유리를 강화처리할 수 있고 후가공이 가능한 장점이 있다.
성형된 유리를 400도 정도로 용융된 질산칼륨(KNO3) 등에 침전시키고 장시간 유지하여, 유리 속의 나트륨 이온이 빠져나가고 그 자리에 칼륨 이온이 들어가게 하는 방법으로 만들어진다. 용융조의 온도에 의해 유리의 잔류응력이 제거되는 장점이 있으며 열 강화 유리보다 압축응력의 깊이는 얕지만 강도가 더 세다.